# トンキー物語
『トンキー物語』（トンキーものがたり ）は、戦時中上野動物園で起こった動物の殺処分を題材にした日本の短編漫画作品。作家は飯森広一。原作は福田三郎元園長代理の『実録上野動物園』。集英社「週刊少年ジャンプ」1971年51号に掲載された。また同原作は石川球太により「さよならトンキー」という表題で小学館「小学四年生」1967年4月号に掲載されていた。
後にほるぷ出版よりほるぷ平和漫画シリーズ18として同名で刊行された。2020年現在では絶版となっている。

## あらすじ
1943年（昭和18年）、上野動物園の三頭の象、ジョン、トンキー、ワンリーは空襲で動物園が倒壊し、逃げ出した場合に人に危害を加える恐れありとして処分されることになる。しかし毒薬を試すも繊細な象は毒入りのえさ(じゃがいも)を受け付けなかった。苦悩の末、園長が選んだ方法は象たちを餓死させることだった。

## 史実との関係
本作品は、太平洋戦争中に実際に行われた戦時猛獣処分を題材として制作された。本作品の通り、上野動物園でも猛獣処分が行われ、ゾウ3頭を含む多数の動物が死亡した。
しかし、以下の点で史実との違いがある。
- 本作品上では日本陸軍からの命令により処分が決定された事になっているが、実際に処分命令を出したのは東京都の初代官選首長となった大達茂雄（内務省官僚）だった。
- 処分命令は突然きたのでは無く、1941年8月には「動物園非常処置要綱」という空襲に備えた処分マニュアルが作成されていた。園長代理の立場にいた福田三郎は近いうちに命令が来るのではと感じていたようである。
- 作品中では福田が園長の設定になっているが、福田自身は園長に就任はしていない。当時園長であった古賀忠道は日本軍政監部獣医事業部司政官として派遣されていた。

## ほるぷ平和漫画シリーズ版
1984年8月25日にほるぷ出版より刊行されている。週刊少年ジャンプ掲載の同タイトルの漫画は短編のため、同じく飯森の作品である『ぼくの動物園日記』より象を扱った回を抜き出して収録している。『ぼくの動物園日記』の主人公は、後に東武動物公園の初代園長となり「カバ園長」として有名になる西山登志雄。また、「27頭のあいつたちの巻」では西山の先輩が上野動物園で起こった悲劇を回想し西山に話すストーリーになっており、内容的にはほぼトンキー物語と同じである。
収録作品は以下の通り
- トンキー物語
- 27頭のあいつたち〜ぼくの動物園日記より〜
  - 寂しかったチビ象の巻
  - ゾウの名人・浅井力三の巻
  - ジャンボ足あげ!の巻
  - ジャンボと過ごす夜の巻
  - 27頭のあいつたちの巻